# Kanton Solesmes
Solesmes is een voormalig kanton van het Franse Noorderdepartement. Het kanton maakte deel uit van het arrondissement Cambrai.

## Gemeenten
Het kanton Solesmes omvatte de volgende gemeenten:
- Beaurain
- Bermerain (Bermering)
- Briastre
- Capelle
- Escarmain
- Haussy
- Montrécourt
- Romeries
- Saint-Martin-sur-Écaillon
- Saint-Python
- Saint-Vaast-en-Cambrésis
- Saulzoir
- Solesmes (hoofdplaats)
- Sommaing
- Vendegies-sur-Écaillon
- Vertain
- Viesly